# Renata Notni
Renata Notni, née Renata Notni Vega, le 2 janvier 1995, à Cuernavaca, Morelos, au Mexique, est une actrice mexicaine, connue pour ses rôles dans différentes telenovelas et séries télévisées, dont celui de Juana Valentina, dans la série dramatique Au nom de la vengeance. 

## Biographie
En 1996, Renata Notni  participe  à un concours de beauté dont elle gagne le premier prix, puis, dès l'âge de six ans, elle pose pour des campagnes publicitaires. 
Rêvant de devenir une artiste, elle commence une formation au Centre d'éducation artistique de Televisa (CEA), une école d'art pour enfants gérée par l'entreprise multimédia Televisa, à Mexico. 

## Carrière
Renata Notni commence sa carrière d'actrice à l'âge de dix ans, en 2006, dans la telenovela Código postal, en interprétant le personnage d'Andrea Garza, aux côtés de África Zavala, Gabriela Goldsmith et Guillermo Garcia Cantú. En 2008, elle rejoint l'équipe artistique de Un gancho al corazón, aux côtés de Danna García et Sebastián Rulli, puis en 2009, elle participe à Mar de amor, en compagnie de Mario Cimarro et de Zuria Vega.
En 2011, elle interprète le rôle de Lucía Lomelí Curiel jeune, dans la telenovela réalisée par Rosy Ocampo, La Force du destin (La Fuerza del destino), où Sandra Echeverría la personnifie adulte. Comme il s'agit d'une participation spéciale, elle n'enregistre que six épisodes.
Dans la telenovela Amorcito corazón, diffusée dès le 29 août 2011, elle incarne Marisol, la protagoniste juvénile, aux côtés de Diego Amozurrutia. En 2012, elle participe à la telenovela Qué bonito amor, en donnant vie au personnage de Paloma, avec Danna García et Jorge Salinas. Au printemps 2013, elle participe à Mentir para vivir, en interprétant María Jiménez jeune. En 2014, elle obtient le rôle de Mariana Valdez Morales, protagoniste juvénile dans la telenovela Quiero amarte, en compagnie de Andrés Mercado.
En 2014, elle s'installe brièvement à New York et suit un cours de théâtre au Stella Adler Acting Studio. La même année elle se rend à Madrid, où elle tourne dans la série espagnole Yo quisiera, avec trois autres actrices mexicaines : Barbara Singer, Carla Medina et Isabel Burr. Elle y joue Camila, l'antagoniste de l'histoire. En 2015, elle obtient son premier rôle protagoniste dans la telenovela Amor de barrio, avec Mane de la Parra, Pedro Moreno et Ale García,. En 2017, elle joue le personnage d'Aurora, rôle principal dans la série Mi adorable maldición.
Renata Notni joue le personnage de Juana Valentina, l'un des rôles principaux de la série mexicaine Au Nom de la vengeance, diffusée sur la plateforme Netflix, dès le 6 octobre 2021.
Elle joue également dans des clips musicaux, comme dans Pendejo, d'Enrique Iglesias, et Eso No Va a Suceder, du duo Ha-Ash.

## Filmographie

### Telenovelas
- 2006-2007 : Código postal : Andrea Garza Durán
- 2008-2009 : Un gancho al corazón : Luisa Hernández
- 2009-2010 : Mar de amor : Carmita Bracho
- 2011 : La force du destin La fuerza del destino : Lucía Lomelí Curiel (jeune)
- 2011-2012 : Amorcito corazón : María Soledad Lobo Ballesteros, dite Marisol
- 2012-2013 : Qué bonito amor : Palomita Mendoza García
- 2013 : Mentir para vivir : María Jiménez (jeune)
- 2013-2014 : Quiero amarte : Mariana Valdéz yukis
- 2015 : Amor de barrio : Palomita Madrigal
- 2016 : Sueño de amor : Patricia Guerrero Díaz, dite Pato
- 2017 : Mi adorable maldición : Aurora Sanchez
- 2018: Por amar sin ley : Sol García Castillo
- 2019 : La Boda de la Abuela : Julieta

### Séries télévisées
- 2005-2008 : Vecinos : Camila Vial

- 2008-2010 : La Rosa de Guadalupe : Nayeli/Nora
- 2011 : Como dice el dicho : Sofía
- 2012 :  Vecinos : Camila Vial
- 2015 : Yo quisiera : Camila
- 2017 : Érase una vez : Blanca Valle
- 2019 : Vecinos : Guadalupe
- 2019-2020 : El Dragón: El regreso de un guerrero : Adela Cruz
- 2021 : Au nom de la vengeance : Juana Valentina
- 2024 : Zorro : Lolita Marquez

### Vidéoclips
- 2018 : Eso No Va a Suceder : Ha*Ash
- 2021 : Pendejo : Enrique Iglesias

## Nominations et récompenses

### Premios TVyNovelas
| Année | Catégorie                  | Programme/Telenovela | Résultat   |
| ----- | -------------------------- | -------------------- | ---------- |
| 2011  | Meilleure actrice juvenile | Mar de amor          | Nomination |
| 2017  | Meilleure actrice juvenile | Mar de amor          | Prix       |